# 틸라우라코트
틸라우라코트는 네팔 남부 룸비니주 카필라바스투현 카필라바스투시의 마을이다. 이전에는 마을 개발 위원회였다. 1991년 네팔 인구조사 당시 944가구에 5,684명의 인구가 살고 있었다. 이 마을은 룸비니의 마야데비 사원에서 북서쪽 25 킬로미터 (15.5 mi)이고 니갈리하와(Nigalihawa)의 니갈리 사가르(Nigali Sagar)로부터 남동쪽  4.5 킬로미터 (2.8 mi) 위치에 있다.
틸라우라콧은 고타마 붓다가 생애 첫 29년을 보냈던 고대 샤카족의 도시인 카필라바스투일 가능성이 있다. 1996년 네팔 정부에 의하여 유네스코 잠정유산으로 등재되었다.

## 역사
카필라바스투의 역사적 유적지에 대한 19세기의 탐색은 일찍부터 이 유적지를 순례했던 중국의 불교 승려인 법현과 이후의 현장이 남긴 기록에 의하였다. 일부 고고학자들은 틸라우라콧의 고고학 유적지로 카필라바스투의 유적지 위치로 확인했으며 , 다른 이들은 여기에서 16km 떨어진 인도 우타르프라데시(Uttar Pradesh) 주의 피프라화(Piprahwa)에 있다고 주장하고 있다.
틸라우라콧은 1899년 PC 무케르지(Mukherji)에 의해 역사을 따라 두 중국 승려의 여정을 추적하면서 발견되었는데, 이들은 AD 3세기와 6세기에 틸라우라콧을 방문했다. 고고학자들은 이곳이 기원전 9세기부터 서기 3세기까지 시의 중심지였다고 믿고 있다. 전문가들은 궁전, 사원, 기념물, 조각품, 연못, 도로를 발견했으며 일부는 이곳이 샤키야의 수도이자 부처의 고향이라고 믿고 있다. 발굴 과정에서 발견된 유물 중 일부는 틸라우라콧 근처의 카필바스투(Kapilvastu) 박물관에 보관되어 방문자를 위해 전시하고 있다.

## 유네스코 잠정 등재지
지금까지 틸라우라콧에서 고고학적 발굴이 진행 중이며 일부 사람들은 이곳이 부처의 아버지인 숫도다나 왕의 고대 궁전이라고 믿고 있다. 숫도다나 왕의 궁전으로 추정되는 세 개의 궁전이 발굴 작업을 통해 탐사되고 있다. 네팔 정부에 의하여 1996년 유네스코 잠정유산으로 등재되었다.

## 추가 자료
- Davis, C. E. et al. (2016).  Re-investigating Tilaurakot’s Ancient Fortifications: A Preliminary Report of Excavations Through the Northern Rampart of Tilaurakot. Ancient Nepal 190, 30-46
- Coningham, R.A.E.; Acharya, K.P.; Manuel, M.J. and Davis, C.E.; Kunwar, R.B.; Simpson, I.A.; Strickland, K.M.; Smaghur, E.; Tremblay, J.; Lafortune-Bernard, A. (2018). Archaeological investigations at Tilaurakot-Kapilavastu, 2014-2016, Ancient Nepal 197-198, 5-59